# Vigna kokii
Vigna kokii är en ärtväxtart som beskrevs av B.J.Pienaar. Vigna kokii ingår i släktet vignabönor, och familjen ärtväxter. Inga underarter finns listade i Catalogue of Life.